# نام کانادا

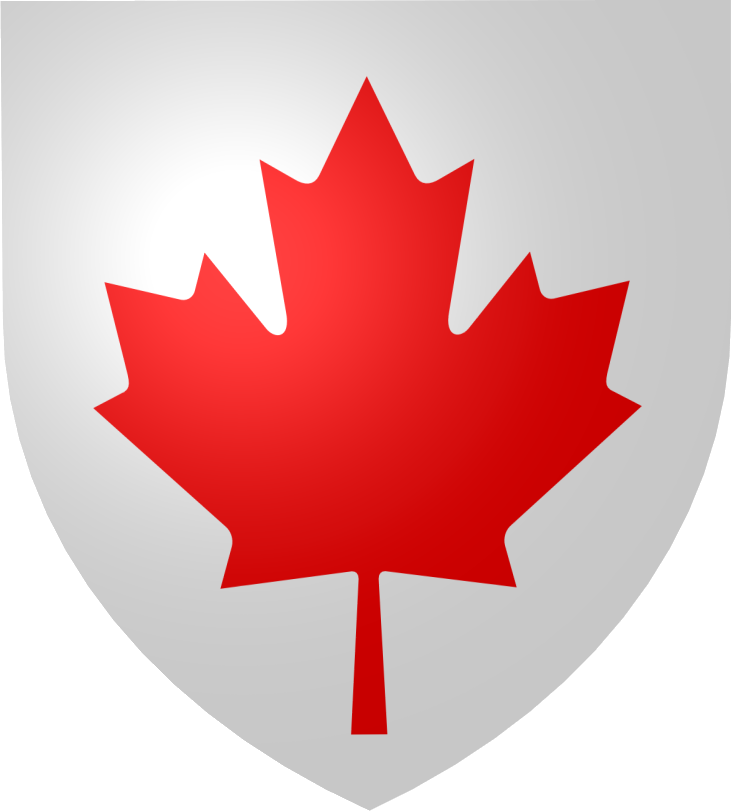

نام کانادا از واژه کاناتا (Kanata) می‌آید که در زبان بومیان سرخ‌پوست کانادا معروف به اقوام نخست به معنی «دهکده» و «سکونتگاه» یا سرزمین است. در سال ۱۵۳۵، ساکنین این منطقه که اکنون با نام شهر کبک شناخته می‌شود، از این کلمه استفاده کردند تا نشانی این محل را به ژاک کارتیر که مقصدش به سمت دهکده استاداکونا بود، بدهند. کارتیر کلمه کانادا را هم برای آن دهکده و هم کل منطقه‌ای که در آن زمان به آن دونا کونا می‌گفتند استفاده می‌کرد. در سال ۱۵۴۷ در نقشه‌ها نیز با همین عنوان کانادا شناخته شد.
این کشور مستعمره فرانسوی، که به آن فرانسه نو می‌گفتند، در طول رودخانه سن لوران و سواحل شمالی دریاچه‌های بزرگ قرار داشت. بعدها، این منطقه به دو بخش یعنی مستعمره بریتانیا که اصطلاحاً کانادای شمالی و کانادای جنوبی، گفته می‌شد، تقسیم می‌شد و تا این جدایی تا زمانی که کل این مناطق جز مستعمره بریتانیا در سال ۱۸۴۱ درآمد، ادامه داشت.
بر طبق مصوبه کنفدراسیون کانادایی سال ۱۸۶۷، این کشور نام جدید و رسمی ایالات سلطنتی کانادا را تا سال‌های ۱۹۵۰ با خود یدک می‌کشید. با گذشت زمان که این کشور اقتدار سیاسی و خودمختاری بیشتری از بریتانیا بدست می‌آورد، دولت فدرال با اسناد دولتی، تنها نام کانادا را بر کشور گذاشت. طبق لایحه قانونی که در سال ۱۹۸۲ در کانادا به تصویب رسید، در حال حاضر تنها نام قانونی کشور، به هر دو زبان، کانادا است. این مسئله روی نام‌گذاری مجدد روز ایالتی به روز کانادا در سال ۱۹۸۲، که در این کشور تعطیل رسمی است، مستقیماً تأثیر گذاشت.